# Welenchiti
Welenchiti (ou Welenchete) est une ville du centre de l'Éthiopie, située dans la zone Misraq Shewa de la région Oromia.
Elle se trouve à environ 1 460 m d'altitude dans la vallée du Grand Rift, à 24 km au nord-est d'Adama/Nazret en direction d'Awash par la route A1.
Elle est desservie par une gare ferroviaire sur la ligne d'Addis-Abeba à Djibouti.
Centre administratif et principale agglomération du woreda Boset, elle compte 15 183 habitants au recensement de 2007.